# Vølvens spådom (film)
 For alternative betydninger, se Vølvens spådom (flertydig). (Se også artikler, som begynder med Vølvens spådom)
Vølvens spådom er en dansk animationsfilm fra 1996 instrueret af Maria Mac Dalland og efter manuskript af Maria Mac Dalland og Thomas Winding.

## Handling
Med udgangspunkt i det oldislandske kvad Vølvens Spådom fortælles historien om verdens skabelse, menneskets oprindelse og kampen mellem guder og jætter. Mac Dallands stilrene tegnefilm fortolker den nordiske mytologi med visuel inspiration fra blandt andet helleristninger. Filmen findes desuden på dvd i antologien »Odins øje - Vølvens spådom. To historier fra den nordiske mytologi«.

## Medvirkende
- Tabitha Vinten